# ساعت

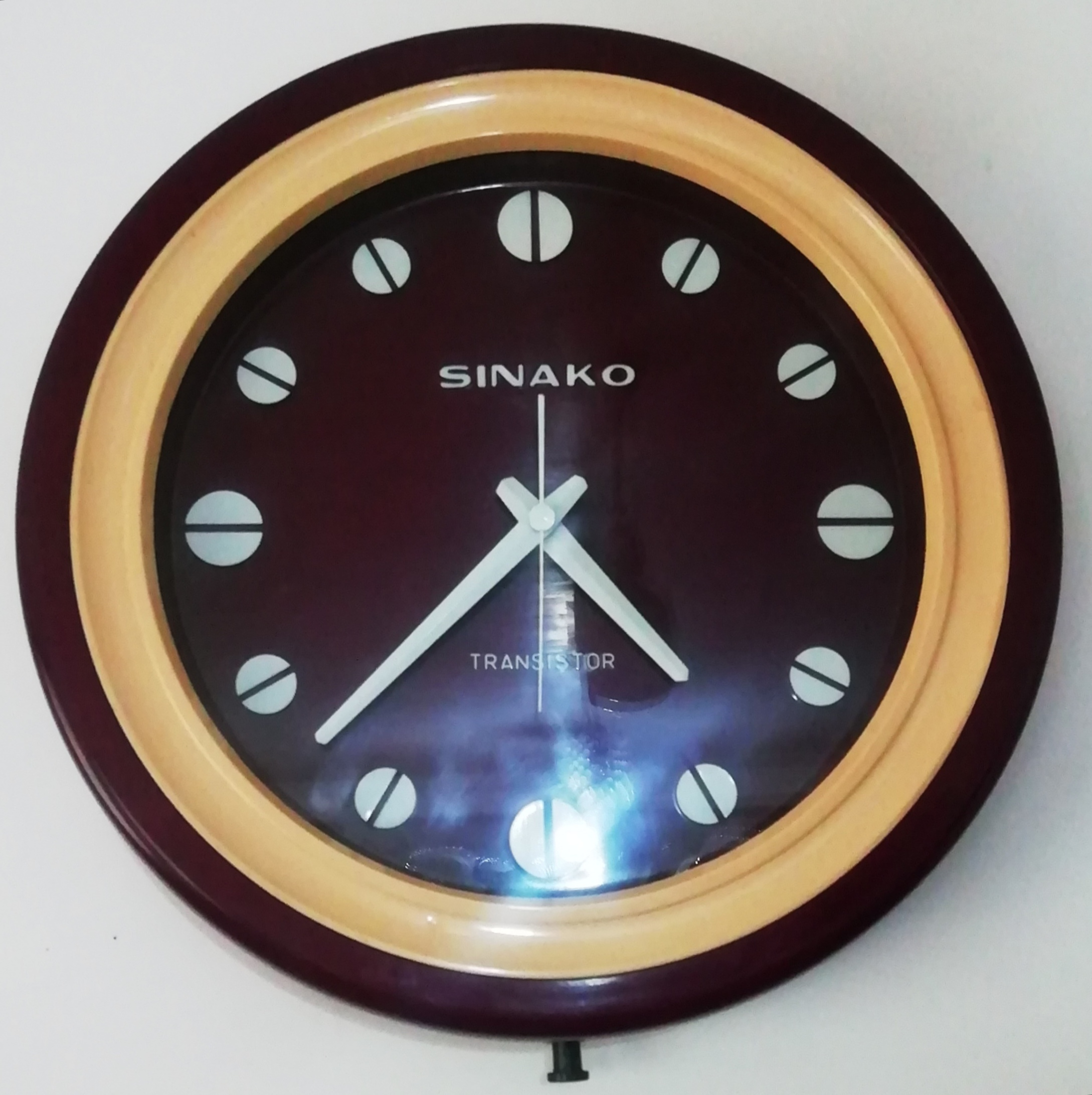
یک ساعت دیواری

ساعت، تسوک یا گاه‌نما وسیله‌ای است که از آن برای اندازه‌گیری، نگهداری و نشان‌دادن زمان استفاده می‌شود. ساعت یک وسیله و شی مکانیکی است که با چرخش عقربه های آن زمان را نشان می‌دهد. ساعت یکی از مهم‌ترین وسایل زندگی است و بشر امروز بدون داشتن ساعت در منزل خودش نمی تواند زمان و مقدار دقیق زمان را بفهمد. گذشت زمان همانطور که به وسایل و ملزومات کار و زندگی رنگ تکنولوژی و پیشرفت را داده است به ساعت نیز رنگ تکنولوژی و پیشرفت را داده و سیستم های مکانیکی آن را بهتر کرده و به بشر امروز ساعت کامپیوتری را داده است. البته امروزه علاوه بر تعیین زمان، ساعت مچی به عنوان یک وسیله زینتی نیز کاربرد دارد. ساعت یکی از قدیمی‌ترین اختراعات بشر است که نیاز به اندازه‌گیری فواصل زمانی کوتاه‌تر از واحدهای طبیعی یعنی: روز، ماه قمری و سال را برآورده می‌کند. برای بیش از یک هزاره از دستگاه‌های مختلفی با اصول کارکرد مختلف به عنوان ساعت استفاده شده‌است.
برخی از پیشینیان ساعت مدرن را می‌توان ساعت‌هایی دانست که براساس حرکت طبیعت کار می‌کردند: برای مثال ساعت آفتابی با نمایش موقعیت سایه بر روی یک سطح صاف، زمان را نشان می‌دهد. گسترهٔ متنوعی از زمان‌سنج‌ها وجود دارد که نمونهٔ مشهور آن ساعت شنی است. ساعت‌های آبی، به همراه ساعت‌های آفتابی، احتمالاً قدیمی‌ترین ابزار اندازه‌گیری زمان هستند. اختراع چرخ‌دنگ لبه‌ای یکی از پیشرفت‌های اساسی در ساخت ساعت بود، و باعث ظهور نخستین ساعت‌های مکانیکی در دههٔ ۱۳۰۰ در انگلیس شدند، که زمان را مانند چرخ‌های تعادل با نوسان اندازه می‌گرفتند.
ساعت‌های حرکت فنری در قرن ۱۵ پدیدار شدند. در طی قرن‌های ۱۵ و ۱۶، ساعت‌سازی رونق گرفت. تحول بعدی در دقت پس از سال ۱۶۵۶ با اختراع ساعت آونگی توسط کریستین هویگنس رخ داد. محرک عمده‌ای برای بهبود دقت و قابلیت اطمینان ساعت‌ها، اهمیت زمان دقیق برای دریانوردی بود. مکانیسم یک ساعت با مجموعه‌ای از چرخ‌دنده‌ها که توسط فنر یا وزنه رانده می‌شوند، به عنوان کارکرد ساعت (Clockwork) نامیده می‌شود. ساعت الکتریکی در سال ۱۸۴۰ ثبت اختراع شد و ساعت‌های الکترونیکی در قرن بیستم معرفی شدند که با تولید دستگاه‌های نیمه هادی کوچک مجهز به باتری، گسترده شد.
اختلاف ساعتی که در نقاط مختلفی از جهان وجود دارد، باعث می شود که به طور مثال وقتی در کشوری نظیر ایران یا هر کشور دیگری یکم ژانویه باشد؛ همان موقع ممکن است که کشور های دیگری یک روز جلو تر یا عقب تر باشد.

## انواع ساعت بر اساس نحوهٔ کارکرد

### ساعت ستاره‌ای
ساعت ستاره‌ای به اندازه‌گیری و تشخیص و تطبیق زمان در شب به وسیلهٔ ستارگانی شاخص گفته می‌شود. این روش معمولاً به کمک ستاره قطبی به‌عنوان یک نقطهٔ ثابت، با مقایسه و سنجش جابجایی بعضی ستارگان دب اکبر در هر فصل نسبت به زمان متعارف است. کارکرد این ساعت بیشتر با کمک حرکت ستارگان و وسیله قراردادن آنهاست. ساعت ستاره‌ای صرفاً ساعتی شبانه است.
این ساعت در زمان‌های گذشته و بیشتر در مکان‌هایی که به ساعت‌های دیگر دسترسی نبوده‌است استفاده می‌شده‌است.

### ساعت‌های خورشیدی

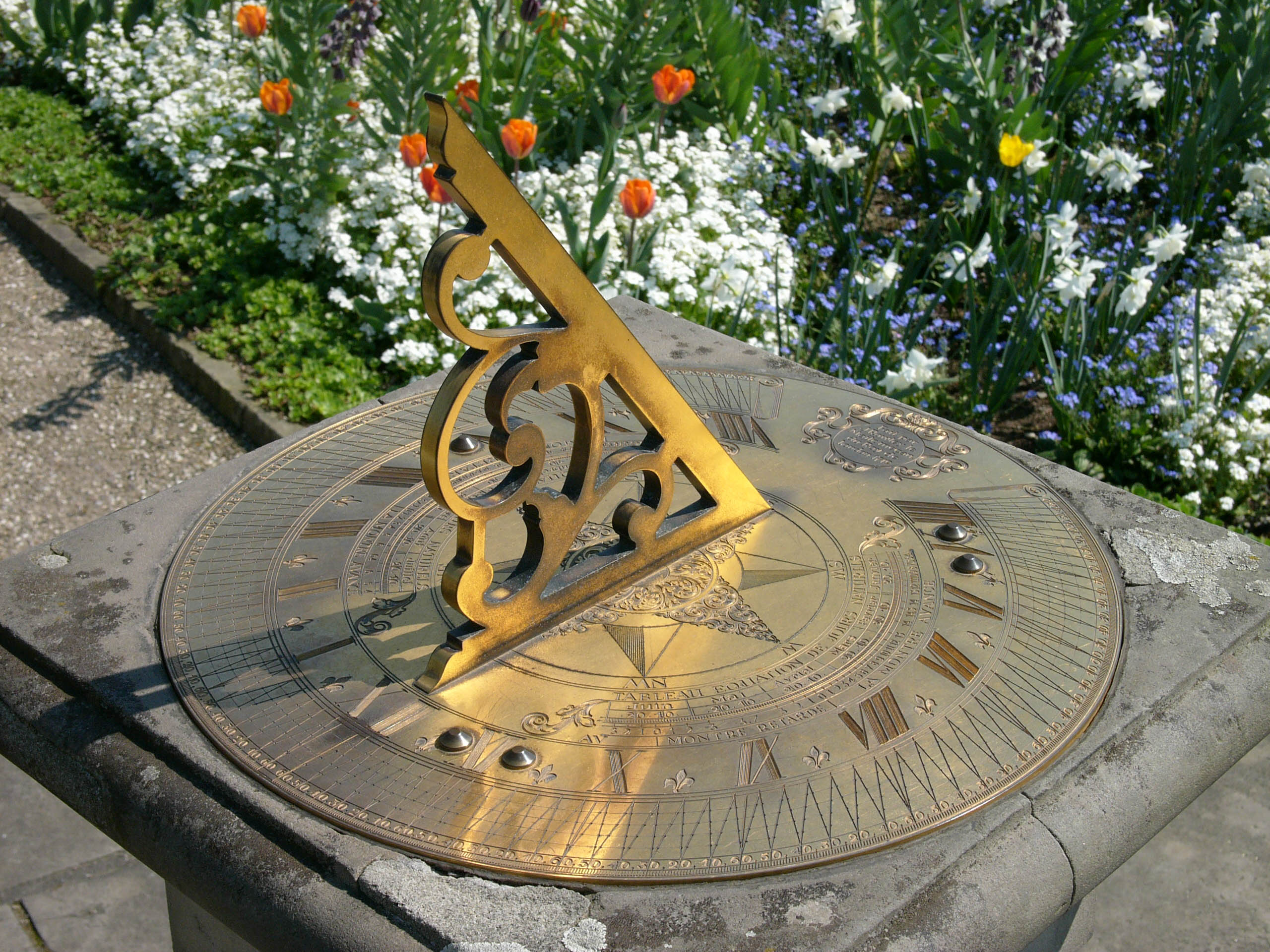
نمونه‌ای از ساعت آفتابی در هانوفر آلمان

ساعت‌های خورشیدی در دوران کهن به‌طور وسیع استفاده می‌شده‌اند. این گونه از ساعت می‌تواند زمان را برحسب زاویه یا محل قرارگیری سایهٔ یک میله که با زاویهٔ مشخص نسبت به زمین قرار دارد، کار زمان‌سنجی را انجام دهد. این ساعت هم با وسیله قراردادن حرکت روزانهٔ خورشید و هم وسیلهٔ ابتکاری با استقرار شاخص مخصوص و مدرج کردن سایهٔ خورشید است. این ساعت، نقطهٔ مقابل ساعت ستاره‌ای، صرفاً ساعتی روزانه است.
این گونه از ساعت، به‌رغم قدمت آن، از دقت قابل‌قبولی برخوردار است و انواع دقیق آن زمان ظاهری خورشیدی را با خطای حداکثر ۱۵ دقیقه (ناشی از تاب‌خوردن محور گردش زمین به دور خود) معین می‌کند. ساعت‌های آفتابیِ دقیق با یک جدول یا نمودار ارائه می‌شوند که این خطای اندازه‌گیری زمان را در ماه‌های مختلف سال تصحیح می‌کند.
به گفتهٔ هرودوت، نمونه‌های اولیهٔ این گونه ساعت به اقوام سومری و کلدانی بازمی‌گردد و قدمتی حداقل ۵۰۰۰ ساله دارد.

### ساعت‌های آبی

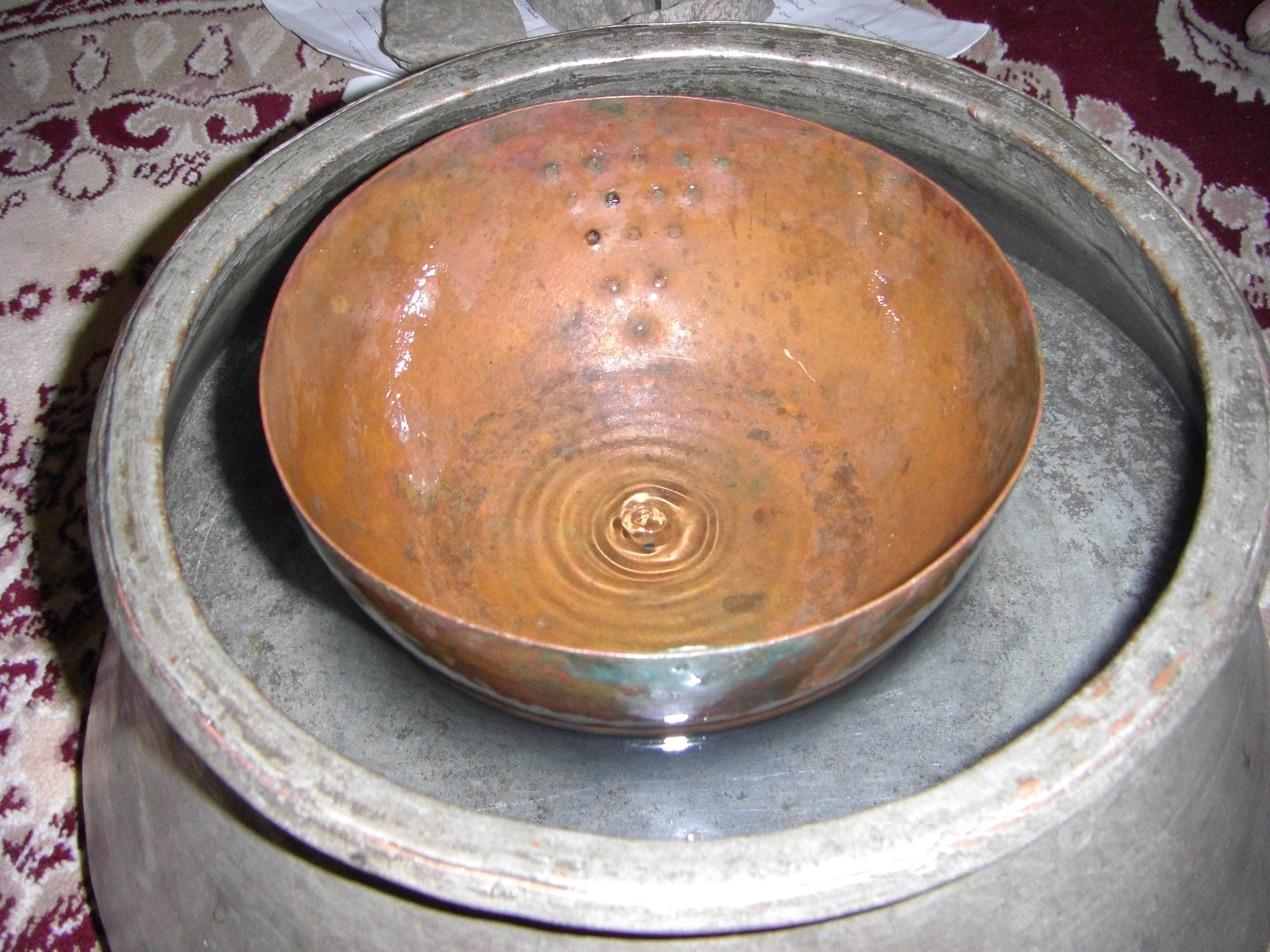
ساعت آبی، قنات زیبد گناباد

ساعت‌آبی در کنار ساعت‌های آفتابی احتمالاً قدیمی‌ترین ساعت ساخت بشرند. مدل‌های ابتدایی ساعت آبی باقی‌مانده از قرن ۱۶ پیش از میلاد از مصر و بابِل به‌دست آمده. این گونه معمولاً از دو ظرف تشکیل شده که آب با شدت معین از یکی به دیگری می‌ریزد.
کاربردی‌ترین ساعت آبی متعلق به ایران است زیرا نه بر اساس خرافات یا تفریح بلکه برای یک ضرورت اساسی زندگی کشاورزی و تقسیم سهام آب قنات یا آب چشمه‌ها در مناطق کویری ساخته شده‌است.
کالیستنس، مورخ یونانی ۳۲۸ پیش از میلاد، که در لشکرکشی اسکندر مقدونی به ایران همراه او بود، نوشته‌است: در اینجا (ایران)، در دهکده‌ها که آب را برحسب نوبت به کشاورزان برای زراعت می‌دهند، یک فرد از میان کشاورزان انتخاب می‌شود تا بر زمان نوبت (و تقسیم زمانی سهام قنات) نظارت داشته باشد.

### ساعت شنی

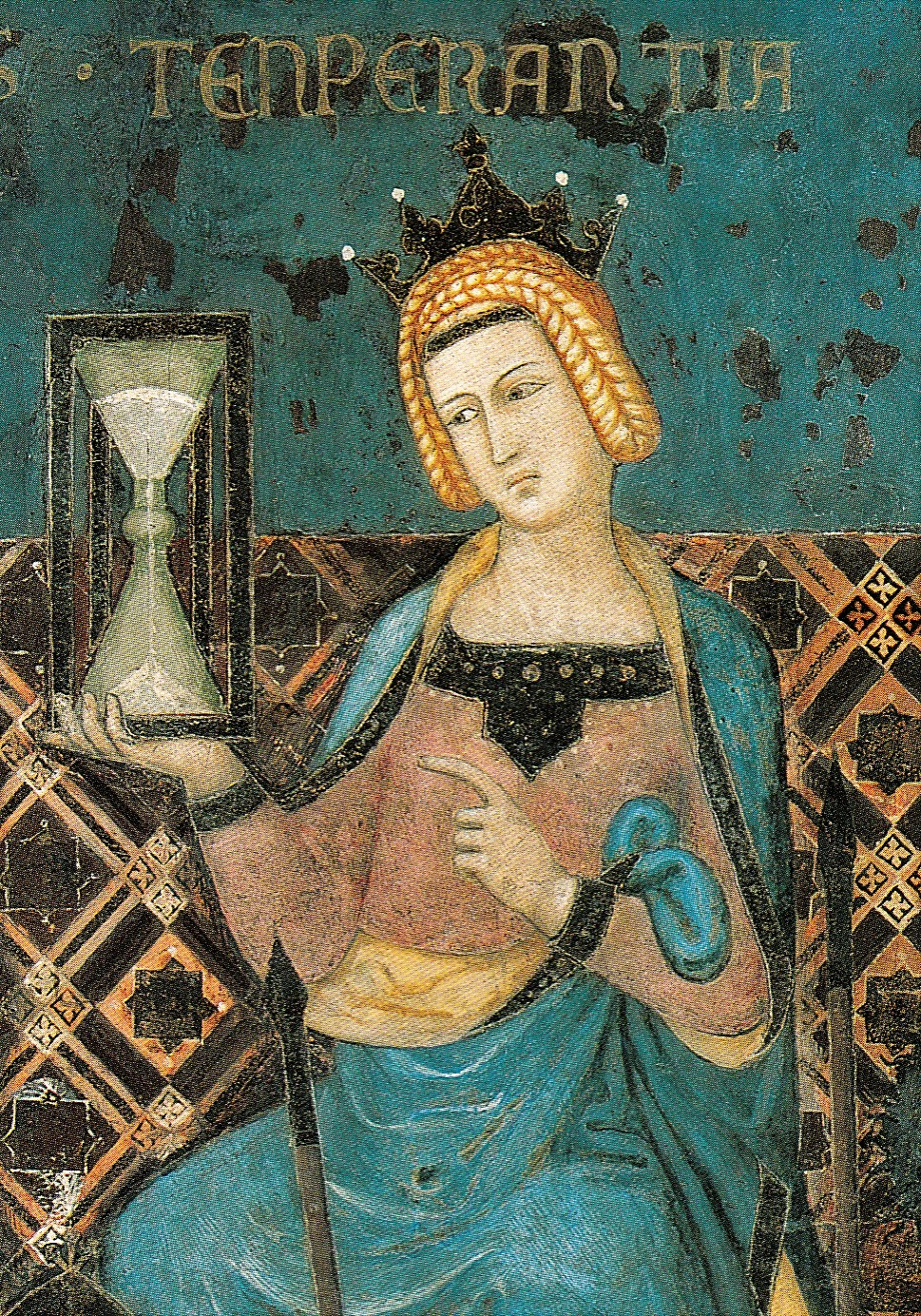
اولین نمونهٔ ثبت‌شدهٔ ساعت شنی، بخشی از نقاشی آمبورگیو(؟) لورنزتی، سال ۱۳۳۸ میلادی

اولین نمونه‌های ساعت شنی در یک نقاشی از ۱۳۳۸ پس از میلاد دیده شده. این ساعت که معمولاً برای اندازه‌گیری مدت‌زمان‌های کوتاه استفاده می‌شده، از دو حباب شیشه‌ای تشکیل شده که با سوراخ کوچکی به یکدیگر متصل‌اند. شنِ ریز به علت نیروی جاذبه به حباب پایینی می‌ریزد. وقتی تمام شن به پایین ریخت مجموعه را برعکس می‌کنند تا فرایند تکرار شود.

### ساعت‌های مکانیکی
ساعتهای مکانیکی معمولاً نشان دهنده زمان با استفاده از زاویه‌ها هستند. این نوع ساعت‌ها پرکاربردترین نوع ساعت در میان مردم می‌باشد. رایج‌ترین آن‌ها ساعت‌هایی هستند که به صورت مدور درجه‌بندی شده‌است. این ساعت‌ها به ۱۲ قسمت تقسیم شده‌اند که هر کدام نشان‌دهندهٔ یک ساعت (عقربه ساعت شمار آن را نمایش می‌دهد) است. همچنین این ساعت‌ها به ۶۰ قسمت تقسیم شده‌اند که هر کدام هم می‌توانند دقیقه و هم ثانیه را نمایش دهند (با استفاده از عقربه‌های ثانیه شمار و دقیقه شمار). ساعت‌های مکانیکی از نظر انرژی دو دسته ساعت کوکی و ساعت اتوماتیک هستند.

### ساعت دیجیتال
ساعتهای دیجیتال به نوعی از ساعت‌ها می‌گویند که زمان را با استفاده از ال‌سی‌دی، LED یا چراغ نشان می‌دهند. این ساعت‌ها به دو صورت ۱۲ ساعته و ۲۴ ساعته هستند. این ساعت‌ها با استفاده از مدارهای الکتریکی می‌توانند زمان را محاسبه و اعلام کنند. در ساعت‌های جدیدتر ساعت‌ها خود می‌توانند با استفاده از اینترنت ساعت خود را تنظیم کنند.

### ساعتباینری

نحوهٔ خواندن ساعت باینری

ساعت باینری زمان را طبق اصول باینری نشان می‌دهد. ساعت، دقیقه و ثانیه در دو ستون با چهار سطر نشان داده می‌شود. مطابق شکل، سطر اول رقم ۱، سطر دوم ۲، سطر سوم ۴، و سطر آخر رقم ۸ است. ستون سمت چپ رقم دهگان و ستون سمت راست رقم یکان را نشان می‌دهد که با جمع ارقام هر ستون و جمع‌بندی آن‌ها با هم، عدد ساعت، دقیقه و ثانیه به‌دست می‌آید.

## ساعت اتمی
ساعت اتمی گونه‌ای از ساعت است که فرکانس تشدید (رزونانس) استاندارد اتمی را به عنوان عنصر نگهداری زمان به کار می‌گیرد.
این ساعت‌ها دقیق‌ترین ساعت و استاندارد فرکانسی بسامد شناخته شده‌اند و به عنوان استانداردهای اولیه برای سرویس جهانی پخش زمان
(Time Distribution Service)، برای کنترل فرکانس پخش برنامه‌های تلویزیونی و سامانه‌های موقعیت‌یاب جهانی (GPS) به کار می‌روند. ساعت‌های اتمی از پرتوافشانی (رادیو اکتیویته) استفاده نمی‌کنند، بلکه از نشانک‌های دقیق ریزموج استفاده می‌کنند. نشانک‌های مذکور هنگامی تولید می‌شوند که الکترون‌ها در اتم‌ها سطح انرژی خود را دگرگون می‌کنند و نور منتشر می‌شود.

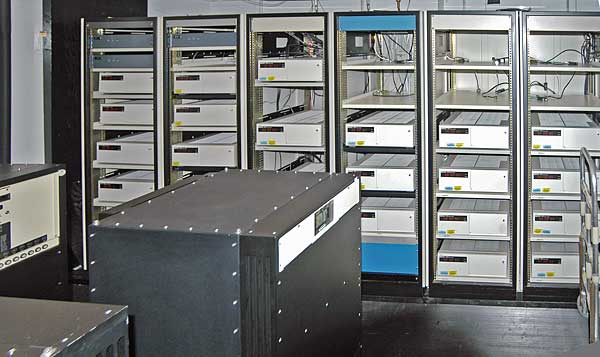
ساعت اتمی که در رصد خانه نیروی دریایی ایالات متحده آمریکا به کار رفته‌است.

## انواع ساعت بر اساس اندازه و شکل
ساعت‌ها در اَشکال و اندازه‌های مختلفی وجود دارند که برای کاربردهای گوناگون ساخته شده‌اند. بعضی از انواع مختلفِ ساعت‌ها در زیر آورده شده‌است:
- ساعت جیبی: نوعی ساعت همراه است که آن را در جیب می‌گذارند و معمولاً زنجیری کوچک دارد که به لباس شخص متصل می‌شود.
- ساعت مچی: نوعی دیگر از ساعت همراه است که توسط دو یا یک بند به دور مچ بسته می‌شود.
- ساعت دیواری: نوعی ساعت است که به دیوار نصب می‌کنند.
- ساعت ایستاده: نوع دیگری از انواع ساعت‌ها است که به صورت ایستاده و در گوشه‌ای، معمولاً کنار دیوار، می‌گذارند. این ساعت غالباً با استفاده از آونگ زمان را اعلام می‌کند.